# Mellanvikt i boxning vid olympiska sommarspelen 1972
Resultat från boxning vid olympiska sommarspelen 1972 och herrarnas mellanvikt. Boxarna vägde under 75 kg. Tävlingarna arrangerades i München.

## Medaljörer
| Klass      | Guld                                | Silver                   | Brons                  |
| Mellanvikt | Vjatjeslav Lemesjev · Sovjetunionen | Reima Virtanen · Finland | Prince Amartey · Ghana |
| Mellanvikt | Vjatjeslav Lemesjev · Sovjetunionen | Reima Virtanen · Finland | Marvin Johnson · USA   |

## Resultat

### Första rundan
| Vinnare                    | Resultat      | Förlorare                     |
| Första rundan              | Första rundan | Första rundan                 |
| -------------------------- | ------------- | ----------------------------- |
| Alejandro Montoya (CUB)    | KO-1          | Alec Năstac (ROU)             |
| Billy Knight (GBR)         | 3-2           | Julius Luipa (ZAM)            |
| Hans-Joachim Brauske (GDR) | 3-2           | Abdalla Abdelwahb Salih (SUD) |
| Vjatjeslav Lemesjev (URS)  | KO-1          | William Gomnies (INA)         |
| Nazif Kuran (TUR)          | TKO-2         | Athanasios Giannopoulos (GRE) |
| Nathaniel Knowles (BAH)    | TKO-1         | Faustino Quinales (VEN)       |

### Andra rundan
| Vinnare                   | Resultat     | Förlorare                  |
| Andra rundan              | Andra rundan | Andra rundan               |
| ------------------------- | ------------ | -------------------------- |
| Reima Virtanen (FIN)      | 3-2          | Titus Simba (TAN)          |
| Witold Stachurski (POL)   | 4-1          | Peter Dula (KEN)           |
| Prince Amartey (GHA)      | 5-0          | José Luis Espinosa (MEX)   |
| Poul Knudsen (DEN)        | 5-0          | William Peets (ISV)        |
| Marvin Johnson (USA)      | 5-0          | Ewald Jarmer (FRG)         |
| Alejandro Montoya (CUB)   | TKO-2        | Billy Knight (GBR)         |
| Vjatjeslav Lemesjev (URS) | 5-0          | Hans-Joachim Brauske (GDR) |
| Nazif Kuran (TUR)         | KO-1         | Nathaniel Knowles (BAH)    |

### Kvartsfinaler
| Vinnare                   | Resultat      | Förlorare               |
| Kvartsfinaler             | Kvartsfinaler | Kvartsfinaler           |
| ------------------------- | ------------- | ----------------------- |
| Reima Virtanen (FIN)      | TKO-3         | Witold Stachurski (POL) |
| Prince Amartey (GHA)      | 3-2           | Poul Knudsen (DEN)      |
| Marvin Johnson (USA)      | 5-0           | Alejandro Montoya (CUB) |
| Vjatjeslav Lemesjev (URS) | TKO-2         | Nazif Kuran (TUR)       |

### Semifinaler
| Vinnare                   | Resultat    | Förlorare            |
| Semifinaler               | Semifinaler | Semifinaler          |
| ------------------------- | ----------- | -------------------- |
| Reima Virtanen (FIN)      | 3-2         | Prince Amartey (GHA) |
| Vjatjeslav Lemesjev (URS) | TKO-2       | Marvin Johnson (USA) |

### Final
| Vinnare                   | Resultat | Förlorare            |
| Final                     | Final    | Final                |
| ------------------------- | -------- | -------------------- |
| Vjatjeslav Lemesjev (URS) | KO-1     | Reima Virtanen (FIN) |